# Bulgarische Eishockeyliga 2009/10
Die Saison 2009/10 war die 58. Spielzeit der bulgarischen Eishockeyliga, der höchsten bulgarischen Eishockeyspielklasse. Meister wurde zum insgesamt 19. Mal in der Vereinsgeschichte der HK Slawia Sofia.

## Modus
In der Hauptrunde absolvierte jede der vier Mannschaften insgesamt neun Spiele. Der Erstplatzierte der Hauptrunde wurde Meister. Für einen Sieg erhielt jede Mannschaft drei Punkte, bei einem Unentschieden gab es einen Punkt und bei einer Niederlage null Punkte.

## Hauptrunde
|    | Klub            | Sp | S | U | N | Tore   | Punkte |
| -- | --------------- | -- | - | - | - | ------ | ------ |
| 1. | HK Slawia Sofia | 9  | 9 | 0 | 0 | 105:14 | 27     |
| 2. | HK ZSKA Sofia   | 9  | 6 | 0 | 3 | 36:32  | 18     |
| 3. | HK Lewski Sofia | 9  | 2 | 0 | 7 | 23:67  | 6      |
| 4. | Iceberg Sofia   | 9  | 1 | 0 | 8 | 22:73  | 3      |

Sp = Spiele, S = Siege, U = unentschieden, N = Niederlagen, OTS = Overtime-Siege, OTN = Overtime-Niederlage, SOS = Penalty-Siege, SON = Penalty-Niederlage